# Zabrzezie
Zabrzezie – dawna wieś (obecnie teren odkrywki „Szczerców” KWB Bełchatów) w Polsce. Położona była w województwie łódzkim, w powiecie pajęczańskim, w gminie Rząśnia.
Ślady osadnictwa w tym rejonie sięgają epoki brązu. Archeolodzy prowadzący w Zabrzeziu prace wykopaliskowe odkryli też osady średniowieczne datowane na IX-X i XIII-XIV wiek. Na przełomie XIX/XX wieku, jak podaje Słownik geograficzny Królestwa Polskiego i innych krajów słowiańskich, wieś należała do gminy Sulmierzyce, parafii Chabielice, powiatu noworadomskiego, guberni piotrkowskiej. Było w niej 13 domów (zagród), 160 mieszkańców i zajmowała 70 mórg.
W PRL wieś o charakterze rolniczym, o zwartej zabudowie, położona przy drodze wojewódzkiej nr 483. W latach 1975–1998 miejscowość administracyjnie należała do województwa piotrkowskiego.
Odkrycie w latach 60. XX wieku w tym rejonie złoża węgla brunatnego przypieczętowało los miejscowości. Niedługo po uruchomieniu w 2002 r. odkrywki „Szczerców” Zabrzezie zniknęło z powierzchni ziemi. Na fotografiach fragment wkopu KWB Bełchatów, miejsce w którym wcześniej położone było Zabrzezie.

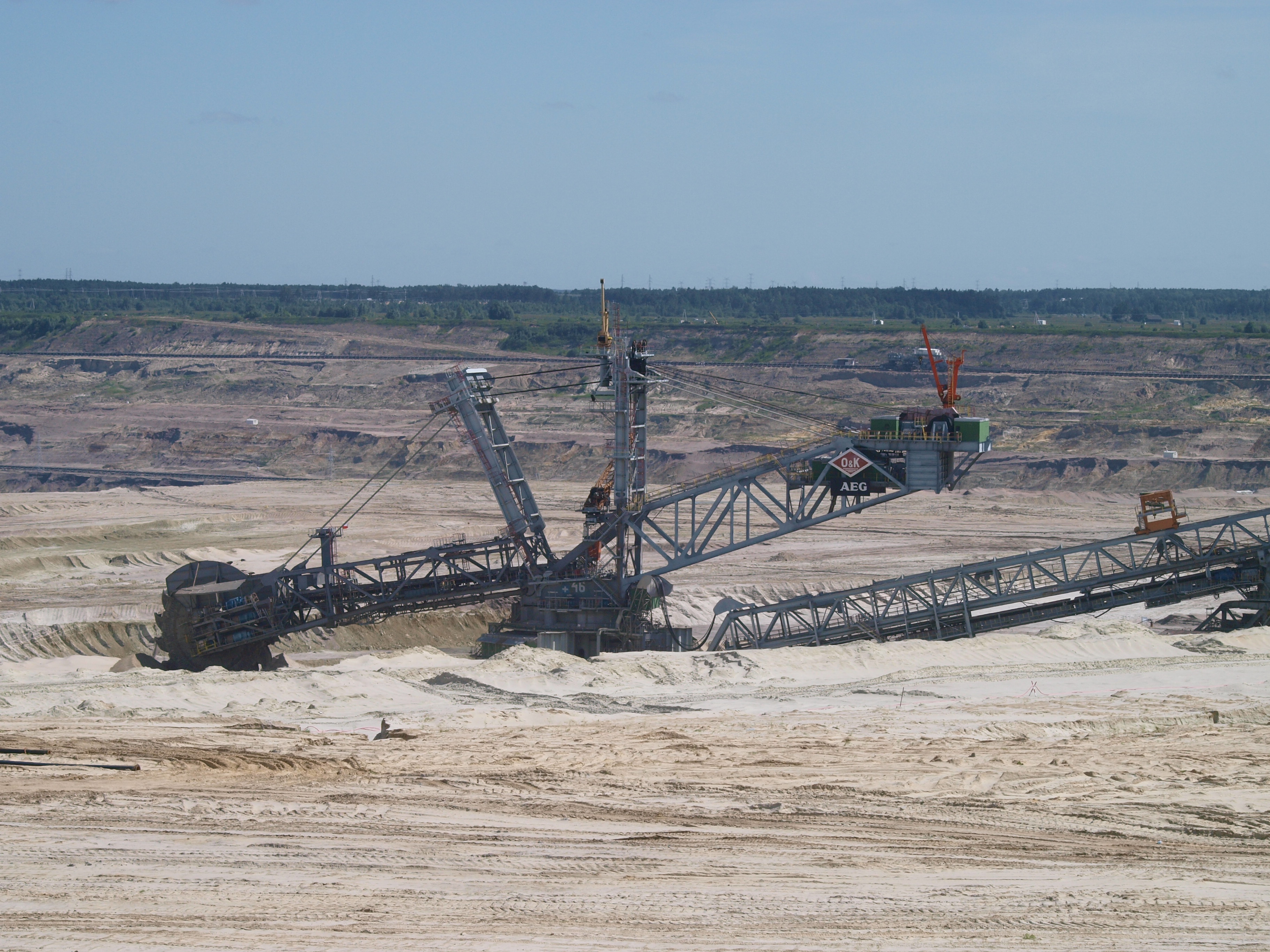
Koparka nadkładowa, wkop rejon Zabrzezia

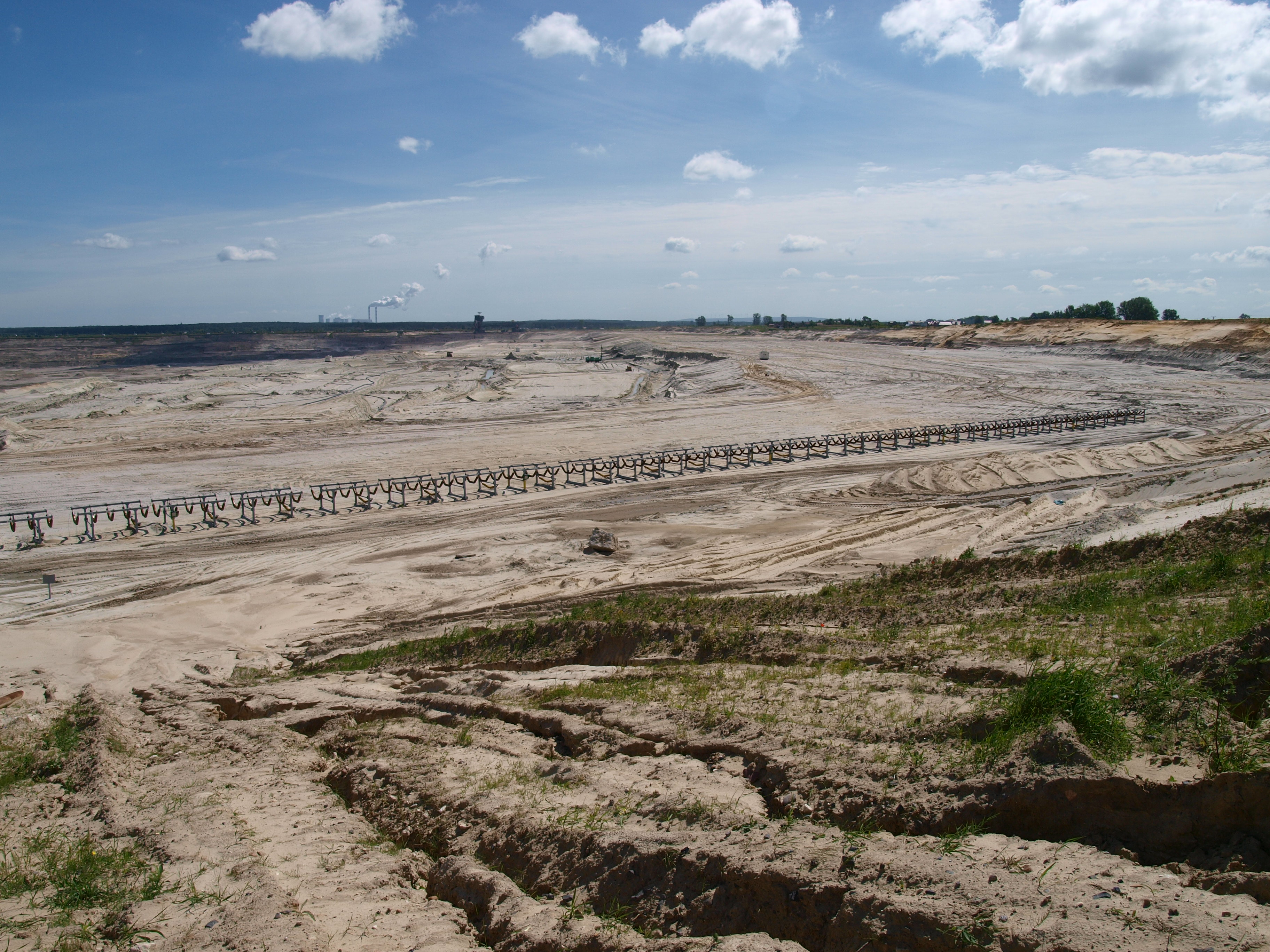
Odkrywka Szczerców, z prawej m. Ścięgna